# Järna socken
Järna socken ligger i Dalarna, ingår sedan 1971 i Vansbro kommun och motsvarar från 2016 Järna distrikt.
Socknens areal är 760,40 kvadratkilometer, varav 710,70 land. År 2020 fanns här 4 956 invånare. Tätorten Vansbro samt tätorten och kyrkbyn Järna med sockenkyrkan Järna kyrka ligger i socknen.  

## Administrativ historik
Järna socken har medeltida ursprung. 
Vid kommunreformen 1862 övergick socknens ansvar för de kyrkliga frågorna till Järna församling och för de borgerliga frågorna till Järna landskommun. Landskommunen uppgick 1971 i Vansbro kommun. Församlingen uppgick 2010 i Järna med Nås och Äppelbo församling.
1 januari 2016 inrättades distriktet Järna, med samma omfattning som församlingen hade 1999/2000.
Socknen har tillhört fögderier, tingslag och domsagor enligt vad som beskrivs i artikeln Dalarna. De indelta soldaterna tillhörde Dalaregementet, Vesterdals Kompani.

## Geografi
Järna socken ligger sydväst om Siljan kring Västerdalälven och Vanån med sjön Van. Socknen har odlingsbygd i älvdalen och är däromkring en myr- och sjörik kuperad skogsbygd med höjder som i Högberget i söder når 543 meter över havet.

## Fornlämningar
Några lösfynd från stenåldern och cirka 20 gravar från järnåldern är funna. Från tidiga järnåldern finns talrika slaggförekomster. En silverskatt från vikingatiden med många mynt har påträffats.

## Namnet
Namnet (1386 Iärnom) kan innehålla järn eller iärn, 'grus eller sandaktig jord'.
Före 1902 skrevs namnet Jerna socken.

## Befolkningsutveckling
Folkmängden i Järna med Nås och Äppelbo församling var 6 805 år 2010.
| Befolkningsutvecklingen i Järna socken 1810–2020 | Befolkningsutvecklingen i Järna socken 1810–2020 | Befolkningsutvecklingen i Järna socken 1810–2020 | Befolkningsutvecklingen i Järna socken 1810–2020 | Befolkningsutvecklingen i Järna socken 1810–2020 |
| --- | ------------------------------------------------ | ------------------------------------------------ | ------------------------------------------------ | ------------------------------------------------ |
| |                                                  |                                                  |                                                  |                                                  |
| År |                                                  |                                                  | Folkmängd                                        |                                                  |
| 1810 | 1810                                             |                                                  | 1 956                                            |                                                  |
| 1820 | 1820                                             |                                                  | 2 243                                            |                                                  |
| 1830 | 1830                                             |                                                  | 2 562                                            |                                                  |
| 1840 | 1840                                             |                                                  | 2 875                                            |                                                  |
| 1850 | 1850                                             |                                                  | 3 111                                            |                                                  |
| 1860 | 1860                                             |                                                  | 3 275                                            |                                                  |
| 1870 | 1870                                             |                                                  | 3 402                                            |                                                  |
| 1880 | 1880                                             |                                                  | 3 812                                            |                                                  |
| 1890 | 1890                                             |                                                  | 3 864                                            |                                                  |
| 1900 | 1900                                             |                                                  | 5 240                                            |                                                  |
| 1910 | 1910                                             |                                                  | 6 216                                            |                                                  |
| 1920 | 1920                                             |                                                  | 7 269                                            |                                                  |
| 1930 | 1930                                             |                                                  | 7 432                                            |                                                  |
| 1940 | 1940                                             |                                                  | 7 194                                            |                                                  |
| 1950 | 1950                                             |                                                  | 7 061                                            |                                                  |
| 1960 | 1960                                             |                                                  | 6 940                                            |                                                  |
| 1970 | 1970                                             |                                                  | 6 390                                            |                                                  |
| 1980 | 1980                                             |                                                  | 6 217                                            |                                                  |
| 1990 | 1990                                             |                                                  | 5 745                                            |                                                  |
| 2020 | 2020                                             |                                                  | 4 956                                            |                                                  |
| Anm: Källor: Tabellverkets arkiv, Umeå universitet - Tabellverket 1749-1859, Demografiska databasen, CEDAR, Umeå universitet, Folkmängden per distrikt, landskap, landsdel eller riket efter kön. År 2015 - 2022. |                                                  |                                                  |                                                  |                                                  |